# Federbett

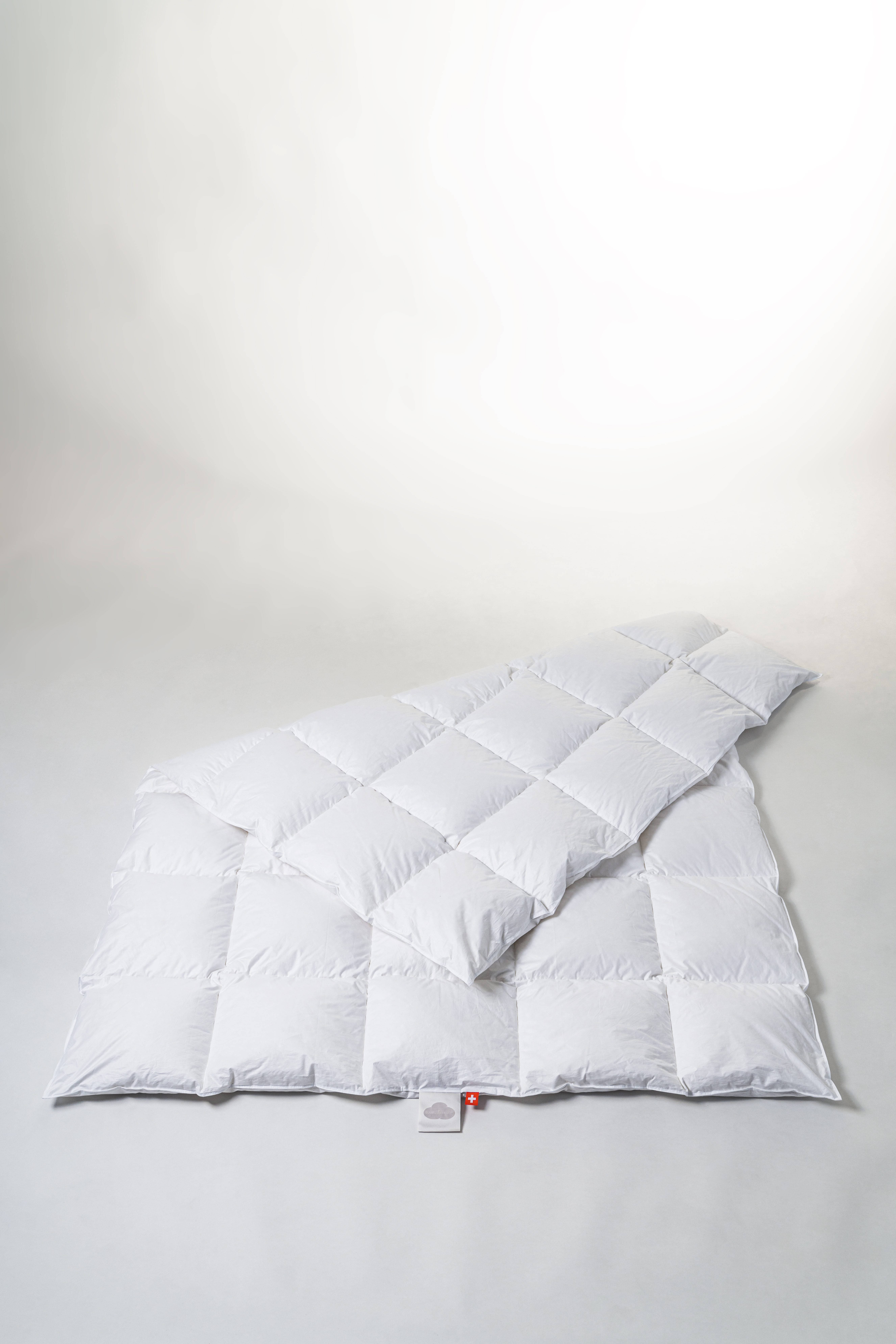
Ein Federbett

Ein Federbett, auch Daunendecke, in der Schweiz Duvet ([dyvɛ], von französisch duvet ‚Daune‘) und regional Plumeau genannt, ist eine mit Federn bzw. einem Gemisch aus Daunen und Federn gefüllte Bettdecke und gehört zu den Bettwaren.
Federbetten vereinfachen das Bettenmachen, da sie nicht mit Laken unter der Matratze festgesteckt werden müssen. In der Schweiz wird für das Schlafen mit einem Federbett statt mit Laken und Wolldecke auch der Begriff „nordisch schlafen“ verwendet.

## Abgrenzung
Im Gegensatz zu einer Bettdecke, die mit Naturfasern wie Baumwolle, Schafwolle, Kaschmir- oder Yakwolle, Seide oder auch anderen Materialien wie Fasern aus Bambus, Mais oder Aloe Vera oder auch synthetischen Fasern gefüllt sein kann, ist ein Federbett immer mit Daunen oder einem Daunen-/Federn-Gemisch gefüllt.
Anders als der amerikanischen Comforter (Federbett und Bettbezug in einem), wird das Federbett mit einem leicht zu entfernenden, waschbaren Bezug (Bettwäsche) geschützt.

## Füllung
Federbetten sind meist mit Daunen und Federn von Gänsen und Enten gefüllt. Die feinen Verästelungen der Daunen und Federn mit ihren Millionen Luftkammern sorgen für hohe Isolierung.
Die Vorteile von Daunen sind ihre Isolierfähigkeit, ihre hohe Atmungsaktivität, Füllkraft und das geringe Gewicht. Zudem sind sie ein nachwachsender Rohstoff und biologisch abbaubar.
Die Menschen machen sich dieses Naturproduktes seit Jahrtausenden zunutze. Bereits die alten Römer schätzten das Nebenprodukt der Federtierhaltung und füllten damit ihre Bettwaren. Die Eigenschaften von Daunen sind bisher von synthetischen Materialien nicht erreicht worden.

### Qualitäten und Deklaration von Daunen und Federn
Die Größe der Daune ist neben der Füllkraft ihr wichtigstes Qualitätsmerkmal. Grossflockige Daunen sind voluminöser und auch langlebiger. Ausgewachsene Gänse und Enten liefern die besten Qualitäten. Der Prozentanteil bezeichnet den Anteil des Gewichts von Daunen resp. Federn in einer Füllqualität. Beispiel: „90 % neue, reine Gänsedaunen“ bedeutet, dass sich die Füllung gewichtsmässig aus 90 % Daunen und 10 % Federchen zusammensetzt. Gewichtsprozente sind aber nicht Volumenprozente: Weil Daunen leichter sind als Federchen, ergibt die gleiche gewichtsmässige Menge ein größeres Füllvolumen bei den Daunen. Je höher der Prozentsatz, resp. der Anteil an Daunen ist, desto höher ist die Füllqualität des Federbetts.
Eine transparente Warenbezeichnung informiert den Konsumenten über die Daunen- und Federnkategorie sowie die Sortenbezeichnung: „Neu“ bedeutet, dass im Federbett erstmals verwendete, also keine regenerierten Daunen und Federn enthalten sind (keine rezyklierte, sog. „Couché“-Ware). „Rein“ heißt, dass der Anteil der anderen Tierart (z. B. der Ente) 10 % nicht übersteigen darf.
Die Deklaration von daunen- und federgefüllten Bettwaren ist normiert. Gemäß der europäischen Norm DIN EN 12934 darf ein Daunengehalt von 100 % deklariert werden, wenn der Daunenanteil (verglichen zu den Federchen) mindestens 90,5 % (Gewichtsprozente) beträgt. Dabei werden auch unreife Daunen und Flaumfedern mitgezählt (max. 5 % sog. Daunenflug).
Bei der Schweizer Norm (VSB-Norm 2.0) darf der Daunenflug hingegen nicht zu den Daunenflocken gezählt werden. Nach Berücksichtigung der Prüftoleranz beträgt der Gehalt an Daunenflocken für ein 100%iges Füllgut 91 % und liegt damit über dem europäischen Standard.
Gute Daunendecken haben einen hohen Daunenanteil und eine bessere Füllkraft. Diese isolieren und klimatisieren besser als kleinflockige. Sie bieten einen besseren Schlafkomfort und haben eine längere Lebensdauer. Je hochwertiger eine Daunenfüllung ist, desto geringer kann das Füllgewicht des Federbetts sein. Denn nicht nur die Füllmenge, sondern vor allem die Größe der Flocken und deren Füllkraft bestimmen das Maß der eingeschlossenen Luft und damit den Grad des Wärme- und Feuchtigkeitsaustausches.

### Tierwohl
Die Gänse und Enten werden primär wegen ihres Fleischs gezüchtet, und nicht wegen ihrer Daunen und Federn. Das Daunen- und Federkleid fällt dabei (ähnlich wie bei den Tierhäuten, resp. dem Leder) als ein Nebenprodukt der Fleischproduktion ab.
Lange stand die Daunen- und Federindustrie in der Kritik, zu wenig für das Tierwohl der Gänse und Enten zu tun. Insbesondere der sogenannte Mauser- bzw. Lebendrupf geriet dabei in Verruf. Diese für die Tiere – wenn gesetzeskonform angewendet – bedenkenlose Technik des Raufens während der Mauser wurde in industriell betriebenen Geflügelzuchten so stark ausgereizt, dass nicht mehr auf die Mauserfortschritte der Gänse Rücksicht genommen werden konnte. Dies führte neben einer Missachtung der gesetzlichen Vorschriften auch zu unnötigem Leid für die Tiere. Mittlerweile liegt der Marktanteil von Daunen aus Lebendrupf bei unter 3 %.
In neuerer Zeit erlauben unabhängige Zertifikate, einfacher festzustellen, ob Tiere artgerecht gehalten werden. Die maßgeblichen internationalen Standards sind der Downpass, der Responsible Down Standard (RDS) und der Global Traceable Down Standard (TDS). Diese garantieren, dass die als Füllmaterial verwendeten Daunen und Federn ethisch korrekt gewonnen wurden und aus streng kontrollierten und rückverfolgbaren Lieferketten stammen.

## Hülle
Die Qualität eines Federbetts hängt einerseits von dessen Füllqualität, andererseits aber auch von dessen Hülle ab.

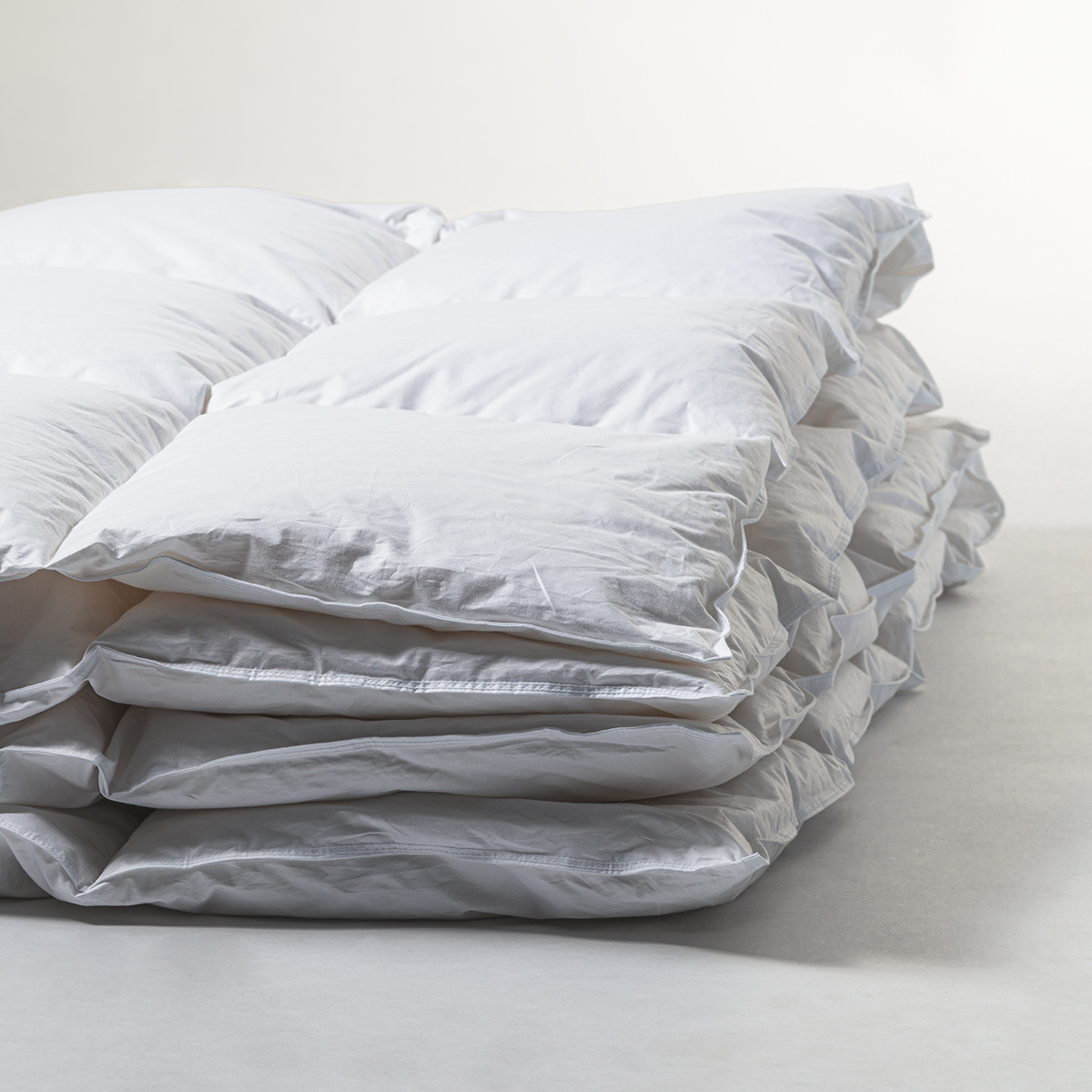
Karo-Steppbett mit Baumwollhülle

Hüllen bestehen häufig aus Baumwolle, da diese mehrere Eigenschaften besitzt, die sich als Hülle für Daunen- und Federnprodukte eignen. Einerseits ist sie weich und hautfreundlich. Durch ihre Struktur ermöglicht sie die nötige Garnfeinheit, um daraus anschmiegsame Stoffe zu weben. Trotz ihrer Feinheit besitzt sie eine hohe Festigkeit und eine geringe Elastizität. Baumwolle stellt ein angenehm trockenes Schlafklima her und lädt den Körper im Schlaf (im Gegensatz zu synthetischen Bettwaren) nicht elektrostatisch auf, wenn man sich häufig bewegt.
Bei der Herstellung von Hüllen für Daunen- und Federkissen muss man auf verschiedene Dinge achten: Daunendichte, Atmungsaktivität, Haptik und Optik. Entscheidend dabei ist das Webverfahren. Die Eigenschaften des produzierten Stoffes definieren sich über die Auswahl des Garns, der Bindungsart und den spezifischen Einstellungen an der Webmaschine. Ein weiteres Qualitätsmerkmal eines Hüllengewebes ist die Feinheit der Textilie.
Die folgende Tabelle gibt Aufschluss über die am meisten eingesetzten Gewebe für Daunen- und Federprodukte:
| Gewebe     | Webart   | Gewicht g/m² | Einsatz |
| Feinbatist | Leinwand | Ca. 80       | Dieses superfeine Gewebe kann nur für Federbetten mit auserlesenen, sehr grossflockigen Daunen verwendet werden. |
| Batist     | Leinwand | Ca. 90       | Dieses feine Gewebe kann nur für Federbetten mit grossflockigen Daunen eingesetzt werden.                        |
| Cambric    | Leinwand | Ca. 110      | Das Gewebe wird vor allem bei Federbetten eingesetzt.                                                            |
| Percale    | Leinwand | Ca. 110      | Das Gewebe wird bei Federbetten und weichen Kissen eingesetzt.                                                   |
| Barchent   | Leinwand | Ca. 140      | Das strapazierfähige Gewebe wird vor allem für Kissen mit Federn eingesetzt.                                     |
| Sarcenet   | Köper    | Ca. 175      | Das Gewebe wird vor allem für Kissen mit Federchen oder daunigen Federchen eingesetzt.                           |
| Satin      | Atlas    | Ca. 125      | Das Gewebe erhält durch seine besondere Webart einen Seidenglanz und einen besonders weichen Griff.              |

## Größen von Federbetten
Die Größe ist so angelegt, dass ein Federbett in einen Bettbezug der gleichen deklarierten Größe hineinpasst. Ein Federbett der Größe 160 × 210 cm wird demnach immer in eine Bettwäsche der Größe 160 × 210 cm passen, egal wie dick es ist. Da es sich um textile Produkte handelt, sind Toleranzen in Länge und Breite von 5–10 % üblich.
In der Schweiz hat sich bei Einzelduvets das Mass 160 × 210 cm durchgesetzt. Ansonsten gehen die Hauptgrößen in den verschiedenen Ländern von 155 × 220 cm (China), über 150 × 210 cm (Japan) zu 135 × 200 cm (Deutschland) oder auch 140 × 200 cm (Frankreich).

## Macharten von Federbetten
Bei Federbetten unterscheidet man grundsätzlich zwei sogenannte Macharten: Kassetten- und Karo-Steppbetten.
Kassettendecke: Die Daunenfüllung einer Kassettendecke wird mit langen Rohren in die Hülle eingeblasen. Zwischen den beiden Hüllenseiten sind Stoffstreifen angebracht, die man Stege nennt. Die Stege können 2 bis 10 cm hoch sein. Diese Stege sind nicht durchgehend genäht, damit die Rohre in die entsprechenden Kassetten eingeführt werden können, um diese zu füllen. Kassettendecken wurden vor allem früher für sehr warme und sehr voluminöse Füllungen mit einem höheren Anteil an Federn eingesetzt.

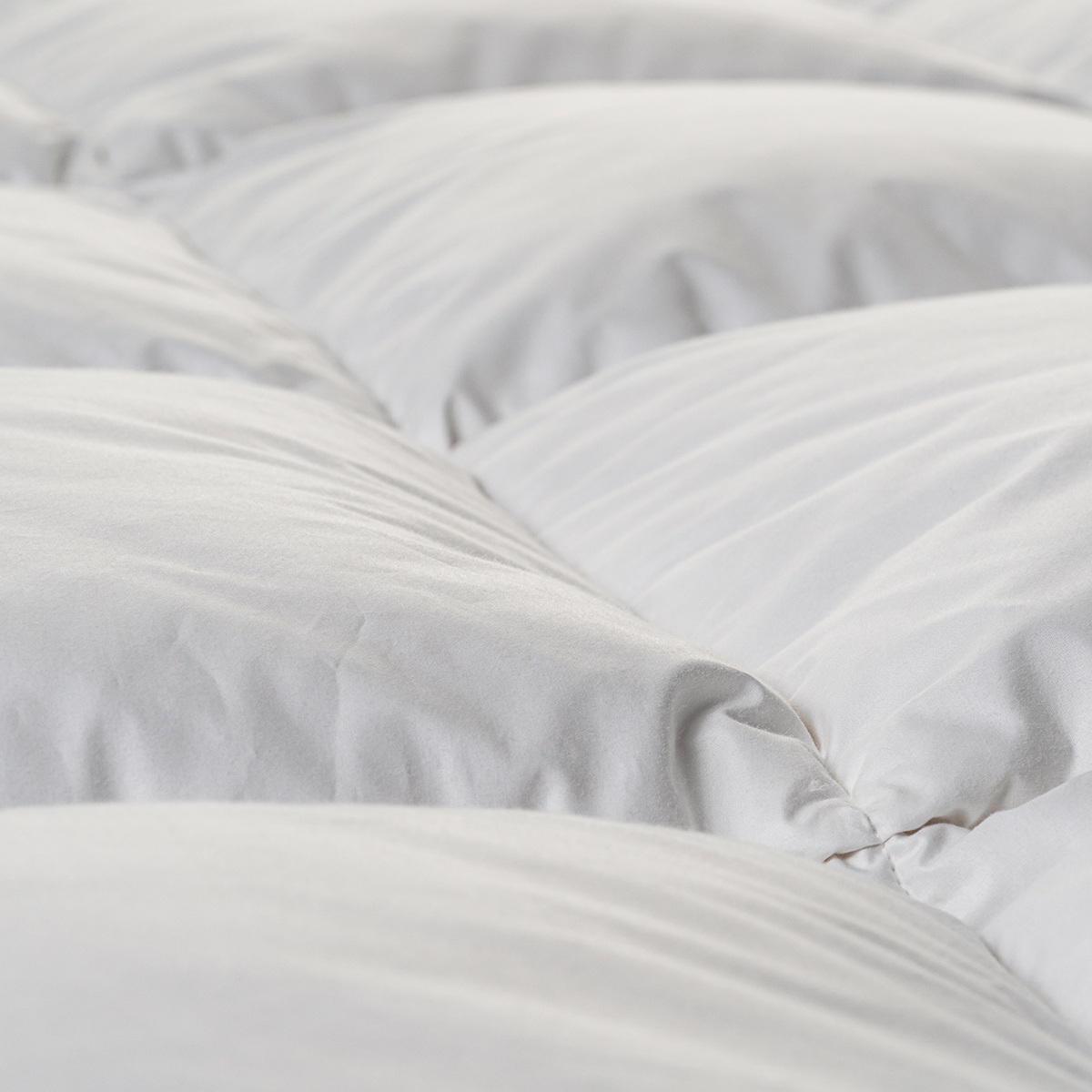
Gesteppte Kammern eines Karofederbetts

Karo-Steppbett: Ein Karo-Steppbett ist eine andere Machart. Zuerst wird die feine und leichte Baumwollhülle mit der wertvollen Daunenqualität befüllt. Dieser mit Daunen gefüllte, sogenannte Ballon, wird dann auf einen Stepprahmen gespannt. Der hochwertige Dauneninhalt wird von Hand durch die Baumwollhülle hindurch sorgfältig und gleichmäßig über das ganze Federbett verteilt.
Anschließend wird der Rahmen mit dem eingespannten Federbett auf der Steppmaschine fixiert, die nach einem genau definierten Programm größere oder kleinere Karos in das Federbett steppt. So wird das Federbett in viele kleinere Karos unterteilt, damit die gleichmäßige Verteilung der Daunen erhalten bleibt. Beim Karo-Steppbett sind beide Seiten der Hülle direkt aufeinander gesteppt (genäht). So bleiben die Daunen in ihren Karos und verrutschen auch dann nicht, wenn man das Federbett etwa immer in der gleichen Richtung schüttelt.
Bei der Ballondecke oder Oberdecke, resp. Oberbett, befindet sich die Daunenfüllung in einem nicht unterteilten Inlett. Es gibt keine sogenannten Kassetten oder Kammern. Das klassische Oberbett hat angesichts der modernen Federbetten zusehends an Bedeutung verloren.

## Wärmegrade
Zur besseren Orientierung bezüglich der Wärmeleistungen verwenden die meisten europäischen Hersteller eine Vier- oder Fünfpunkteskala.
- 1 Wärmepunkt: Ideal für die warme Jahreszeit, auf Wasserbetten, oder für Menschen mit einem sehr geringen Wärmebedürfnis
- 2 Wärmepunkte: Für wärmere Jahreszeiten oder für Menschen mit einem geringeren Wärmebedürfnis
- 3 Wärmepunkte: Klassisches Ganzjahresfederbett, auch ideal für die Übergangszeit oder für Menschen mit einem durchschnittlichen Wärmebedürfnis
- 4 Wärmepunkte: Federbett für die kalte Jahreszeit, kühle Schlafzimmer oder für Menschen mit einem größeren Wärmebedürfnis
- 5 Wärmepunkte: Federbett für sehr kalte Winter, ungeheizte Schlafzimmer oder Menschen mit einem großen Wärmebedürfnis